# Hakeem Dawodu
Hakeem Dawodu (Calgary, 2 de julho de 1991) é um lutador canadense de artes marciais mistas, atualmente competindo no peso pena do Ultimate Fighting Championship.

## Biografia
Dawodu nasceu em Calgary, sendo filho de uma menina nigeriana de 14 anos e um pai jamaicano. Quando ele tinha 6 anos seu pai foi deportado, forçando sua mãe a criá-lo sozinha. Dawodu teve uma infância muito perturbada; ele foi detido e alojado em um centro de detenção juvenil aos 14 anos de idade. Dois anos depois, seu tutor o colocou em aulas de muay thai na tentativa de controlar sua ira.

## Carreira no MMA

### Ultimate Fighting Championship
Em 11 de novembro de 2917, foi anunciado que Dawodu havia assinado um contrato de 4 lutas com o UFC.
Ele fez sua estreia contra Danny Henry em 17 de março de 2018 no UFC Fight Night: Werdum vs. Volkov. Ele perdeu por finalização no primeiro round.
Dawodu enfrentou Austin Arnett em 28 de julho de 2018 no UFC on Fox: Alvarez vs. Poirier II. Ele venceu a luta por decisão unânime.
Dawodu enfrentou Kyle Bochniak em 8 de dezembro de 2018 no UFC 231: Holloway vs. Ortega. Dawodu venceu por decisão dividida.
Dawodu enfrentou Yoshinori Horie em 27 de julho de 2019 no UFC 240: Holloway vs. Edgar Ele venceu por nocaute no terceiro round.
Dawodu enfrentou Julio Arce em 2 de novembro de 2019 no UFC 244: Masvidal vs. Diaz. Ele venceu por decisão dividida.

## Cartel no MMA
| Cartel no MMA   |             |            |
| 16 lutas        | 13 vitórias | 2 derrotas |
| Por nocaute     | 7           | 0          |
| Por finalização | 0           | 1          |
| Por decisão     | 6           | 1          |
| Empates         | 1           | 1          |

| Res.    | Cartel | Oponente         | Método                                    | Evento                                     | Data       | Round | Tempo | Local                   | Notas                 |
| ------- | ------ | ---------------- | ----------------------------------------- | ------------------------------------------ | ---------- | ----- | ----- | ----------------------- | --------------------- |
| Vitória | 13-2-1 | Michael Trizano  | Decisão (unânime)                         | UFC Fight Night: Hermansson vs. Strickland | 05/02/2022 | 3     | 5:00  | Las Vegas, Nevada       |                       |
| Derrota | 12-2-1 | Movsar Evloev    | Decisão (unânime)                         | UFC 263: Adesanya vs. Vettori              | 12/06/2021 | 3     | 5:00  | Glendale, Arizona       |                       |
| Vitória | 12-1-1 | Zubaira Tukhugov | Decisão (dividida)                        | UFC 253: Adesanya vs. Costa                | 26/09/2020 | 3     | 5:00  | Abu Dhabi               |                       |
| Vitória | 11-1-1 | Julio Arce       | Decisão (dividida)                        | UFC 244: Masvidal vs. Diaz                 | 02/11/2019 | 3     | 5:00  | New York City, New York |                       |
| Vitória | 10-1-1 | Yoshinori Horie  | Nocaute Técnico (chute na cabeça)         | UFC 240: Holloway vs. Edgar                | 27/07/2019 | 3     | 4:09  | Edmonton, Alberta       | Performance da Noite. |
| Vitória | 9-1-1  | Kyle Bochniak    | Decisão (dividida)                        | UFC 231: Holloway vs. Ortega               | 08/12/2018 | 3     | 5:00  | Toronto, Ontario        |                       |
| Vitória | 8-1-1  | Austin Arnett    | Decisão (unânime)                         | UFC on Fox: Alvarez vs. Poirier II         | 28/07/2018 | 3     | 5:00  | Calgary, Alberta        |                       |
| Derrota | 7-1-1  | Danny Henry      | Finalização Técnica (guilhotina)          | UFC Fight Night: Werdum vs. Volkov         | 17/03/2018 | 1     | 0:39  | Londres                 | Estreia no UFC.       |
| Vitória | 7-0-1  | Steven Siler     | Decisão (unânime)                         | WSOF 35                                    | 18/03/2017 | 3     | 5:00  | Verona, New York        |                       |
| Vitória | 6-0-1  | Marat Magomedov  | Nocaute Técnico (socos)                   | WSOF 32                                    | 30/07/2016 | 2     | 2:03  | Everett, Washington     |                       |
| Empate  | 5-0-1  | Marat Magomedov  | Empate (majoritário)                      | WSOF 26                                    | 18/12/2015 | 3     | 5:00  | Las Vegas, Nevada       |                       |
| Vitória | 5-0    | Chuka Willis     | Nocaute Técnico (joelhadas e cotoveladas) | WSOF 21                                    | 05/06/2015 | 2     | 2:55  | Edmonton, Alberta       |                       |
| Vitória | 4-0    | Tristan Johnson  | Nocaute (soco)                            | WSOF 18                                    | 12/02/2015 | 3     | 1:59  | Edmonton, Alberta       |                       |
| Vitória | 3-0    | Mike Malott      | Nocaute Técnico (socos e cotoveladas)     | WSOF 14                                    | 11/10/2014 | 1     | 4:13  | Edmonton, Alberta       |                       |
| Vitória | 2-0    | Jake Macdonald   | Nocaute (socos)                           | WSOF Canada 2                              | 07/06/2014 | 2     | 0:18  | Edmonton, Alberta       |                       |
| Vitória | 1-0    | Behrang Yousefi  | Nocaute (soco)                            | World Series of FightingCanada 1           | 21/02/2014 | 1     | 1:07  | Edmonton, Alberta       | Estreia nos Penas.    |